# Urachiche (municipalité)
Pour les articles homonymes, voir Urachiche.
Urachiche est l'une des quatorze municipalités de l'État d'Yaracuy au Venezuela. Son chef-lieu est Urachiche. En 2011, la population s'élève à 21 966 habitants.

## Géographie

### Subdivisions
Selon l'Institut national de statistique et contrairement à la plupart des municipalités du pays, la municipalité d'Urachiche ne comporte aucune paroisse civile.